# 검은발올드필드쥐
검은발올드필드쥐(Thomasomys notatus)는 비단털쥐과에 속하는 설치류이다. 페루의 토착종이다.